# Jan Franciszek Nowosielski
Jan Franciszek Nowosielski na Nowosielcu i Zakrzu herbu Ślepowron (zm. w 1778) – podkomorzy lubelski w latach 1744-1758, starosta łukowski w latach 1712-1739.
Jako poseł na sejm konwokacyjny 1733 roku z województwa lubelskiego był członkiem konfederacji generalnej zawiązanej 27 kwietnia 1733 roku na tym sejmie.